# Donald J. Sanborn

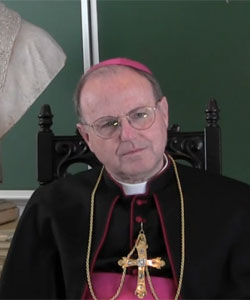
Donald J. Sanborn

Donald J. Sanborn (* 19. Februar 1950 in New York City) ist ein sedisvakantistischer Bischof und Regens des Priesterseminars der Heiligsten Dreieinigkeit, das sich zunächst in Brooksville, Florida, befand und 2022 nach Reading, Pennsylvania umzog.

## Leben
1967 trat Sanborn in das Priesterseminar der Diözese Brooklyn ein, wo er sich schwerpunktmäßig mit klassischen Sprachen befasste und 1971 cum laude graduierte. Unzufrieden mit den Reformen des Zweiten Vatikanischen Konzils trat er im selben Jahr in das Priesterseminar von Erzbischof Marcel Lefebvre in Ecône ein und wurde einer der ersten Seminaristen in der erst kurz zuvor gegründeten Priesterbruderschaft St. Pius X. Sanborn wurde am 29. Juni 1975 von Erzbischof Lefebvre zum Priester geweiht. Sanborn kehrte danach zurück nach East Meadow auf New Yorks Long Island. Er unterrichtete an der Schule des hl. Pius V. auf Long Island und feierte auch in Kapellen in Pennsylvania, Delaware und Virginia die Heilige Messe.
Im Januar 1977 ernannte der inzwischen von seinem Amt suspendierte Lefebvre Sanborn zum Rektor des Studienhauses des hl. Josef in Armada, Michigan, dem ersten amerikanischen Priesterseminar der Piusbruderschaft. Im Herbst desselben Jahres schloss sich ihm Anthony Cekada an. Im nächsten Jahr erwarb Sanborn eine Kirche in Redford, Michigan. Von Armada aus suchte er in den Vereinigten Staaten nach einem neuen und größeren Priesterseminar, das die steigende Zahl von Seminaristen aufnehmen sollte. Im Jahre 1979 erwarb er mit der Zustimmung von Lefebvre ein ehemaliges Haus der Jesuiten in Ridgefield, Connecticut, das dann in „Priesterseminar St. Thomas von Aquin“ umbenannt wurde. 1982 begann Sanborn mit einem Anbau an das Seminar.
Im April 1983 war Sanborn unter den neun von der Piusbruderschaft ausgeschlossenen Priestern, die sich gegen die liturgischen Anordnungen Lefebvres (unter anderem den Gebrauch des Messbuchs von 1962 betreffend) und andere „Tendenzen“ in der Piusbruderschaft wandten. Lefebvre forderte damals die Priester der Bruderschaft zur Unterlassung der Behauptung auf, Papst Johannes Paul II. sei nicht das legitime Oberhaupt der römisch-katholischen Kirche. Zudem akzeptierte Lefebvre Priester, die nach den unter Papst Paul VI. erfolgten Liturgiereformen geweiht worden waren. Die Ausgeschlossenen waren dagegen der Ansicht, die Weihen dieser Priester seien sub conditione zu wiederholen. Nach diesem Konflikt mit Lefebvre gründeten diese neun Priester unter Führung von Clarence Kelly mit einigen Seminaristen, die sich ihnen anschlossen, die Priesterbruderschaft St. Pius V. (SSPV). Innerhalb der SSPV entstanden allerdings ebenfalls Meinungsverschiedenheiten, insbesondere über die Rechtmäßigkeit der von Bischof Pierre Martin Ngô Đình Thục vorgenommenen Weihen, sodass Sanborn, Daniel Dolan, Cekada und andere die Bruderschaft wieder verließen.
1984 richtete Sanborn die traditionalistische Heiligsakrament-Kapelle in Martinez, Kalifornien ein. Nachdem er die Zelebration dort später wieder aufgab, kehrte Sanborn  1986 nach Michigan zurück, um einen großen Schulkomplex in Warren, einer Vorstadt Detroits, zu erwerben. Dort richtete er die „Mariahilf-Akademie“ und die Kapelle des hl. Pius X. ein, die später in „Königin der Märtyrer-Kapelle“ umbenannt wurde. 1995 gründete Sanborn mit Unterstützung einiger Gefährten das Priesterseminar von der Heiligsten Dreieinigkeit. Am 19. Juni 2002 wurde Sanborn von Robert McKenna OP zum Bischof geweiht.
Öffentliches Aufsehen erregte Sanborn, als er im Dezember 2018 die MeToo-Bewegung kritisierte. Sanborn zufolge trügen moderne Frauen, die durch ihre unmoralische Bekleidung Männer herausforderten, selbst eine Mitschuld am Missbrauch.

## Publikationen
- 1991 gründete Sanborn die Zeitschrift Sacerdotium, ein wissenschaftliches Periodikum für sedisvakantistische Priester, und die Catholic Restoration, eine Zeitschrift für sedisvakantistischen Laien. In dieser Zeit veröffentlichte Sanborn eine Reihe von Artikeln über das Zweite Vatikanische Konzil und Papst Johannes Paul II.
- Beten wir alle denselben Gott an?, in: Kyrie Eleison 24 (1/1995), S. 12–54.
- Eine kritische Analyse von Ratzingers’ Dominus Jesus. In: Wigand Siebel (Hrsg.): Zur Philosophie und Theologie Joseph Ratzingers. 4. Auflage, Saarbrücken 2007, ISBN 3-928198-03-3, S. 119–137.

## Belege
1. ↑  Progressive Secular Humanist: Bishop Blames The Victim, Claims ‘Immodest Dress’ Of Women Causes Sexual Assault. In: Progressive Secular Humanist. 11. Dezember 2018, abgerufen am 30. Dezember 2018 (englisch).

| Personendaten    | Personendaten                             |
| ---------------- | ----------------------------------------- |
| NAME             | Sanborn, Donald J.                        |
| KURZBESCHREIBUNG | sedisvakantistischer katholischer Bischof |
| GEBURTSDATUM     | 20. Jahrhundert                           |
| GEBURTSORT       | New York City                             |